# Una pallottola spuntata
Una pallottola spuntata (The Naked Gun: From the Files of Police Squad!) è un film comico del 1988 diretto da David Zucker. È ispirato alla serie tv ideata dal regista con il fratello Jerry e Jim Abrahams, già creatori di L'aereo più pazzo del mondo (1980). Il film è interpretato da Leslie Nielsen nella parte del maldestro poliziotto Frank Drebin. Priscilla Presley, George Kennedy, O. J. Simpson e Ricardo Montalbán compaiono in ruoli secondari.
I creatori del film Una pallottola spuntata sono gli stessi della serie originale, tra questi gli sceneggiatori David Zucker, Jim Abrahams, Jerry Zucker e Pat Proft. La pellicola mescola i toni della commedia e del poliziesco (sempre in maniera leggera) con quelli della farsa slapstick, che include numerose gag visive e verbali.
Uscito il 2 dicembre 1988, Una pallottola spuntata è stato un successo critico e commerciale, e ha inizialmente avuto due seguiti: Una pallottola spuntata 2½ - L'odore della paura (1991) e Una pallottola spuntata 33⅓ - L'insulto finale (1994). A distanza di trent'anni, è stato poi annunciato il quarto capitolo della saga, con protagonista Liam Neeson nei panni del figlio del protagonista storico.
La colonna sonora presenta in particolare I’m into something good degli Herman’s Hermits, nella versione di Peter Noone, e I love L.A. di Randy Newman.
La serie televisiva è stata trasmessa in Italia solo dopo l'uscita del film, con il titolo Quelli della pallottola spuntata.

## Trama
Beirut. I grandi nemici degli Stati Uniti (Idi Amin, Muammar Gheddafi, Ayatollah Khomeini, Yasser Arafat, Fidel Castro, e Mikhail Gorbachev)  stanno progettando un attacco terroristico. Nel gruppo c'è anche mister Pahpshmir. Durante la riunione il tenente di polizia Frank Drebin irrompe nella sala, dopo aver ascoltato tutto travestito da cameriere, e colpisce tutti i presenti per poi scappare dalla finestra.
Los Angeles. L'agente Nordberg, amico e collega di Drebin, sta investigando su un'operazione di contrabbando di eroina: ma durante un'irruzione viene sorpreso, ferito con armi da fuoco e buttato in acqua dagli scagnozzi di un uomo misterioso. Il caso viene quindi affidato a Drebin, il quale va ad interrogare un uomo che gli riferisce che Nordberg si stava occupando della società dell'uomo d'affari Vincent Ludwig. Drebin decide allora di interrogare quest'ultimo e si presenta nel suo ufficio, dove conosce l'affascinante e goffa Jane Spencer, l'assistente di Ludwig, di cui si innamora subito.
Mister Pahpshmir si incontra con Vincent Ludwig, il quale gli spiega il piano per uccidere la regina Elisabetta II del Regno Unito, in visita negli Stati Uniti, accettando la cifra di 20 milioni di dollari per attuarlo. Ludwig dimostra come un assassino sconosciuto possa essere comandato per uccidere una persona grazie ad un sofisticato sistema di ipnosi. Tornando all'ospedale dove Nordberg è stato operato, Frank scopre che qualcuno ha nuovamente tentato di ucciderlo, soffocandolo con un cuscino. Drebin insegue il colpevole, un dottore ipnotizzato, che in uno spettacolare inseguimento finisce sopra un missile balistico che a sua volta colpisce un negozio di fuochi d'artificio.
Dopo aver distrutto involontariamente l'ufficio di Ludwig mentre cercava prove, Drebin va alla cerimonia di saluto alla regina. Male interpretando la presenza di un fucile, salta addosso alla regina nel tentativo di salvarla, provocando uno scandalo che porta al suo licenziamento dalla polizia. Frank però non si arrende, e grazie al suo superiore, il capitano Ed Hocken, scopre che Sua Maestà presenzierà ad una partita di baseball dei California Angels. Frank, cercando di scoprire il piano di Ludwig per assassinare Elisabetta II, rischia persino di farsi arrestare da due poliziotti, anche se riuscirà a cavarsela e a scoprire il piano di Ludwig, compresa la storia del sistema di ipnosi che viene rivelata da Jane che ha scoperto tutto.
Il giorno della partita, Drebin, spacciatosi per il cantante d'opera Enrico Pallazzo, è convinto del fatto che l'assassino sia fra i giocatori della partita e dopo essersi mascherato da arbitro, presto individua il killer in un giocatore ipnotizzato. Dopo aver maldestramente salvato sua maestà, Enrico Pallazzo/Drebin è festeggiato dal pubblico e acclamato come un eroe, qui Frank insegue sulla cima dello stadio Ludwig, che ha preso come ostaggio Jane.
Frank, grazie ad uno stratagemma di Jane, riesce a salvarla e fa cadere giù dalla cima dello stadio il cattivo, sul cui cadavere passano sopra un autobus, uno schiacciasassi e una banda musicale. Accidentalmente il congegno di Ludwig si attiva e ipnotizza Jane che tenta di uccidere Frank con un mitra. Il tenente dichiara il suo amore a Jane che si sveglia dalla trance ipnotica, facendo intuire che i sentimenti d'amore sono più forti di qualsiasi ipnosi. A quel punto viene riassunto in polizia col grado di capitano, e anche Nordberg, quasi guarito, è lì per congratularsi. Purtroppo Frank, con una pacca amichevole alla sua sedia a rotelle, fa rotolare l'amico lungo le gradinate dello stadio, allungandone ulteriormente il periodo di ricovero.

## Accoglienza

### Incassi
Il film è uscito il 2 dicembre 1988 e, nel suo weekend di apertura, è arrivato al primo posto al botteghino negli Stati Uniti e in Canada, incassando 9,3 milioni di dollari. Nel suo secondo fine settimana, ha incassato 6,1 milioni di dollari, scendendo al secondo posto.
Il film ha incassato 78,8 milioni di dollari al botteghino del Nord America e 61 milioni di dollari all'estero per un totale mondiale di 140 milioni di dollari.

### Critica
Alla sua uscita iniziale, Una pallottola spuntata ha ricevuto il plauso della critica e da allora è stato considerato uno dei più grandi film comici di tutti i tempi.
Su Rotten Tomatoes, il film ha un indice dell'88%, basato su 142 recensioni, con una valutazione media di 7.7 su 10; il consenso critico del sito web recita: "Una pallottola spuntata è pieno zeppo di gag che sono sciocche, sfacciatamente volgari e, in definitiva, esilaranti". Su Metacritic, il film ha un punteggio di 76 su 100, basato su 13 critici, indicando "recensioni generalmente favorevoli".
Roger Ebert del Chicago Sun-Times ha dato al film tre stelle e mezzo (su quattro) e ha detto: "Il film, diciamolo, non è secondo a nessun altro come comicità quest'anno... Ridi, e poi ridi di te stesso per aver riso."
Il film è stato selezionato dal New York Times come uno dei migliori mille film realizzati. È risultato al settimo posto della classifica delle commedie più divertenti di sempre in un sondaggio di Empire.

## Riconoscimenti
1989 - American Comedy Award
- Candidatura come Attore più divertente in un film (ruolo principale) a Leslie Nielsen

## Sequel
Il film ha avuto tre sequel, Una pallottola spuntata 2½ - L'odore della paura (1991) e Una pallottola spuntata 33⅓ - L'insulto finale (1994), con protagonista sempre Leslie Nielsen.
A distanza di trent'anni, a luglio 2025 è uscito il quarto capitolo della saga, intitolato Una pallottola spuntata,  con protagonista Liam Neeson nei panni del figlio di Frank Drebin.